# Hydroptila elongata
Hydroptila elongata är en nattsländeart som först beskrevs av Georg Ulmer 1951.  Hydroptila elongata ingår i släktet Hydroptila och familjen smånattsländor. Inga underarter finns listade i Catalogue of Life.